# Wikipédia en kikuyu
Wikipédia en kikuyu (en kikuyu : Wikipedia Gĩgĩkũyũ) est l'édition de Wikipédia en kikuyu (gikuyu ou kikouyou), langue bantoue parlée au Kenya. L'édition est lancée en août 2004, et dans les faits en septembre 2005. Son code est : ki.
Au 21 mars 2025, l'édition en kikuyu contient 1 810 articles et compte 9 597 contributeurs, dont 15 contributeurs actifs et 1 administrateur.

## Présentation

Localisation des langues bantoues. Le kikuyu est au nord-est de la zone.
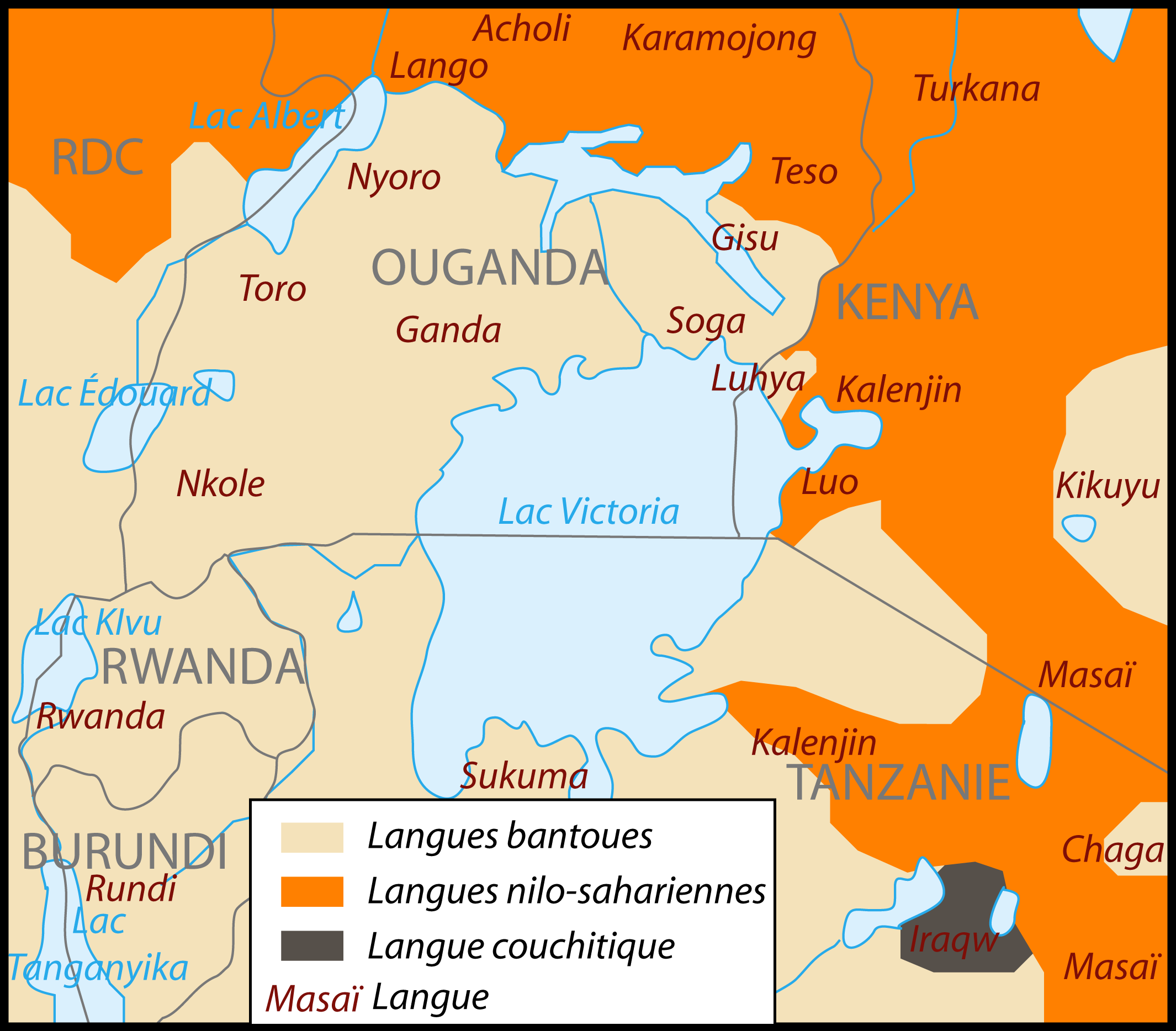
Localisation du kikuyu dans la zone du lac Victoria.
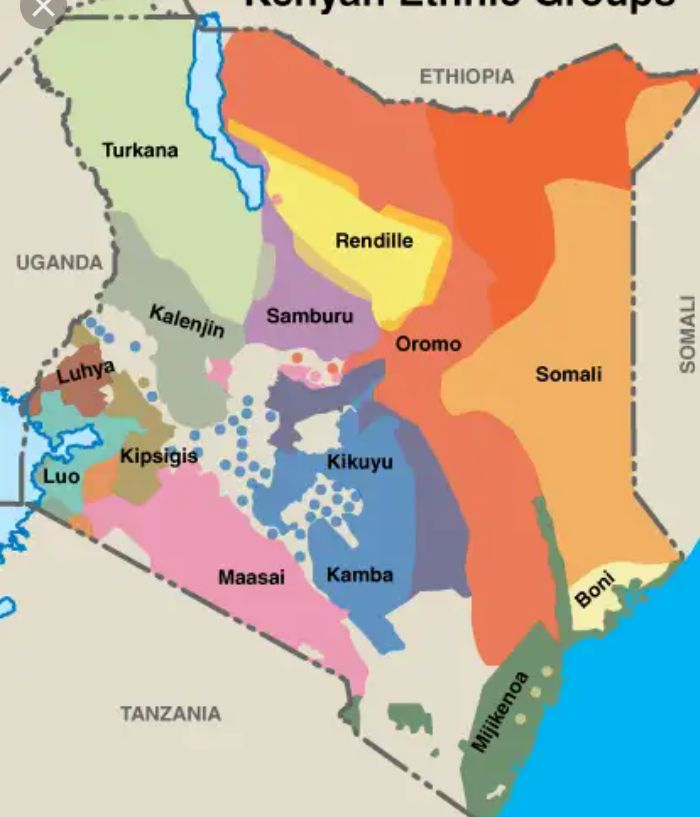
Localisation du peuple kikuyu au Kenya.

## Statistiques
- Le 27 septembre 2024, l'édition en kikuyu contient 1 785 articles et compte 9 320 contributeurs, dont 16 contributeurs actifs et 1 administrateur.